# ده‌پهن
ده‌پهن (به کردی: دێپه‌ن Dêpen یا دێپیه‌ن Dêpyen)، نام شهرکی از توابع بخش مرکزی شهرستان کرمانشاه در استان کرمانشاه ایران است. این شهرک در فاصلۀ بسیاری نزدیکی از شهر کرمانشاه قرار دارد و علیرغم آنکه در عمل یکی از محلات شهر کرمانشاه به شمار می آید،‌ اما هنوز به شهر الحاق نشده‌است. ایستگاه راه‌آهن شهر کرمانشاه در جنوب این روستا قرار دارد. اصلی ترین خیابان این شهرک، خیابان شورا است.

## مکان
این روستا در این روستا در دهستان دورود فرامان، در ضلع شرقی شهر کرمانشاه، غرب فرودگاه بین المللی شهید اشرفی اصفهانی و شمال شرقی ایستگاه راه‌آهن کرمانشاه قرار دارد و مسیر اصلی دسترسی به آن از بزرگراه امام خمینی امکان‌پذیر است.

## جمعیت
بر اساس سرشماری مرکز آمار ایران در سال ۱۳۹۵، جمعیت آن ۶٬۵۴۸ نفر (۱٬۸۸۷ خانوار) بوده‌است. با این وجود در دی ۱۴۰۲ خبرگزاری ایسنا جمعیت این روستا را ۱۳ هزار نفر اعلام کرد.

## الحاق به شهر
روستای ده‌پهن با فاصلۀ بسییار نزدیک از شهر کرمانشاه در عمل به یکی از محلات این شهر تبدیل شده، اما هنوز به صورت رسمی و قانونی به شهر کرمانشاه الحاق نشده‌است. در اردیبهشت ۱۴۰۲ اعلام شد که روستای ده‌پهن در طرح تفصیلی جدید شهر کرمانشاه که تا شهریور ۱۴۰۲ به شورای عالی شهرسازی ارسال خواهد شد، به عنوان محله‌ای از شهر کرمانشاه و در محدودۀ بافت شهری لحاظ خواهد شد. در ۱۹ دی ۱۴۰۲ فرماندار کرمانشاه وعده داد که الحاق ده‌پهن نهایتاً تا اردیبهشت ۱۴۰۳ به انجام برسد.

## عدم خدمات‌رسانی و مسائل شهری
ده‌پهن در گذشته روستا بود و مردم بومی آن به کشاورزی اشتغال داشتند. با این وجود با رشد شهر کرمانشاه روستای ده‌پهن نیز پذیرای جمعیت شد و بافت جمعیتی آن تا حد زیادی تغییر کرد. با این وجود عدم الحاق ده‌پهن به محدودۀ شهری کرمانشاه سبب شده تا خدمات شهری از جانب سازمان‌های مربوطه به آن ارائه نشود. در اردیبهشت ۱۴۰۲ اعلام شد که کوچه‌های ده‌پهن خاکی است، ورودی روستا از جانب بزرگراه امام خمینی ساماندهی نشده، شبکۀ فاضلاب وجود ندارد، مرکز بهداشت روستا به‌صورت ۲۴ ساعته فعال نیست، جمع‌آوری زباله توسط شهرداری صورت نمی‌گیرد، معابر فاقد روشنایی هستند، پارک و فضای بازی کودکان وجود ندارد و همچنین جانورانی مانند سگ‌های وحشی، موش، مار و عقرب برای اهالی روستا مشکلات زیادی ایجاد کرده‌اند. در ۲۱ خرداد ۱۴۰۲ سرپرست فرمانداری کرمانشاه حل عمدۀ این مشکلات را در گروی الحاق این روستا به شهر کرمانشاه و در حال برطرف شدن دانست. در ۱۹ دی ۱۴۰۲ فرماندار کرمانشاه اعلام کرد که اصلاح مسیر ورودی و نیز آسفالت معابر ده‌پهن به انجام رسیده‌است.

## مسائل زیست ‌محیطی
رودخانۀ فصلی تنگه کنشت در ده‌پهن جریان دارد. این رودخانه نه لایروبی شده و نه دیوارکشی دارد و به دلیل ورود فاضلاب فضایی مشمئزکننده به وجود آورده و علاوه بر آن برای بازی کودکان روستا نیز خطرآفرین شده‌است. همچنین ساخت و ساز در حریم این رودخانه مشکلات زیادی به وجود آورده‌است. در آذر ۱۳۹۹ اعلام شد که اکیپ گشت و بازرسی امور منابع آب شهرستان کرمانشاه در دو نقطه در روستای ده‌پهن اقدام به آزاد سازی و رفع تصرف حریم و بستر رودخانۀ تنگ کنشت کرده‌است. در ۱۹ دی ۱۴۰۲ فرماندار کرمانشاه اعلام کرد که پروژۀ فاضلاب ده‌پهن در حال انجام است و ۵ کیلومتر از آن نیز به انجام رسیده‌است.

## مشارکت مردم در بهبود وضعیت ده‌پهن
ده‌پهن دارای دهیاری است که با رأی مردم در انتخابات شوراهای شهر و روستا انتخاب می‌شود. علاوه بر این مردم ده‌پهن برای احداث دبیرستان، مرکز بهداشتی و فضای سبز در مجموع نزدیک به ۴۵۰۰ مترمربع زمین اهدا کرده‌اند.

## تپه و کاخ عمادیه
در ده‌پهن تپه‌ای باستانی به نام تپۀ عمادیه وجود دارد. در زمان حکومت عمادالدوله‌میرزای دولتشاه قاجار در کرمانشاه، بر روی این تپه کاخی ساخته‌شد که با نام کاخ یا عمارت عمادیه نام‌گذاری شد و از آن به بعد این تپه را به نام آن کاخ، عمادیه نامیدند. کاخ عمادیه در دورۀ پهلوی تخریب شد.

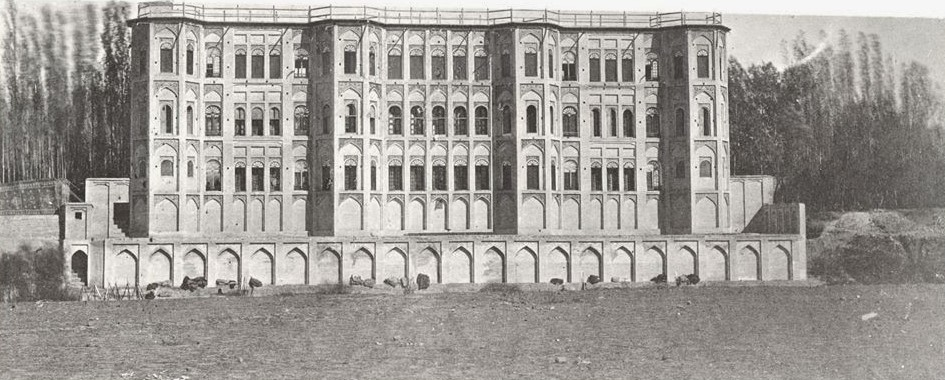
تصویری از کاخ عمادیه
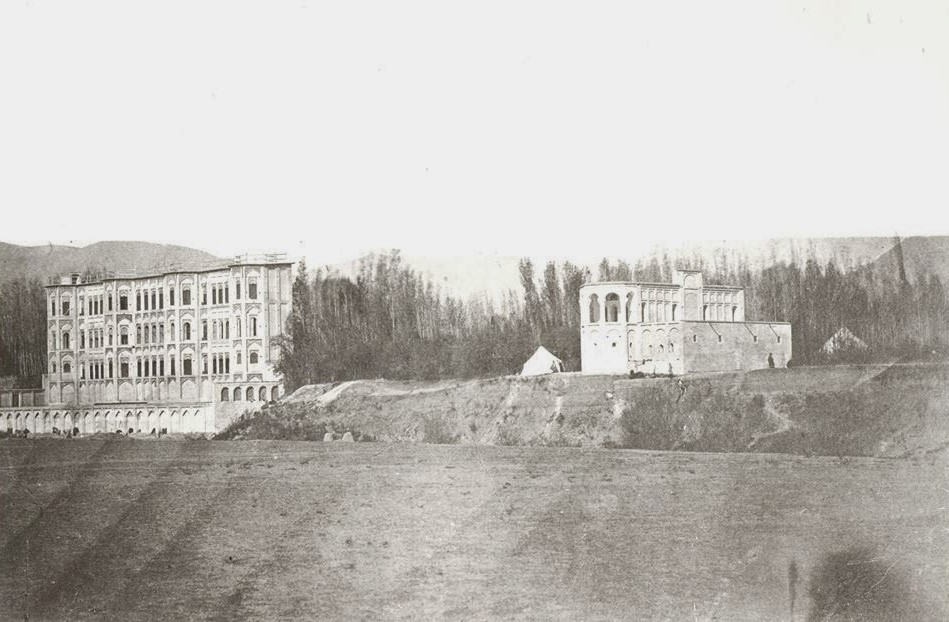
تصویری از کاخ عمادیه